# James Paul Chapin
James Paul Chapin (1889 — 1964) foi um ornitólogo que se distinguiu como investigador do American Museum of Natural History e como um dos líderes da expedição norte-americana que entre 1909 e 1915 explorou o então Congo Belga (a expedição Lang-Chapin).